# Calystegia purpurata
Calystegia purpurata är en vindeväxtart som först beskrevs av Edward Lee Greene, och fick sitt nu gällande namn av Richard Kenneth Brummitt. Calystegia purpurata ingår i släktet snårvindor, och familjen vindeväxter.

## Underarter
Arten delas in i följande underarter:
- C. p. purpurata
- C. p. saxicola
- C. p. solanensis

## Bildgalleri

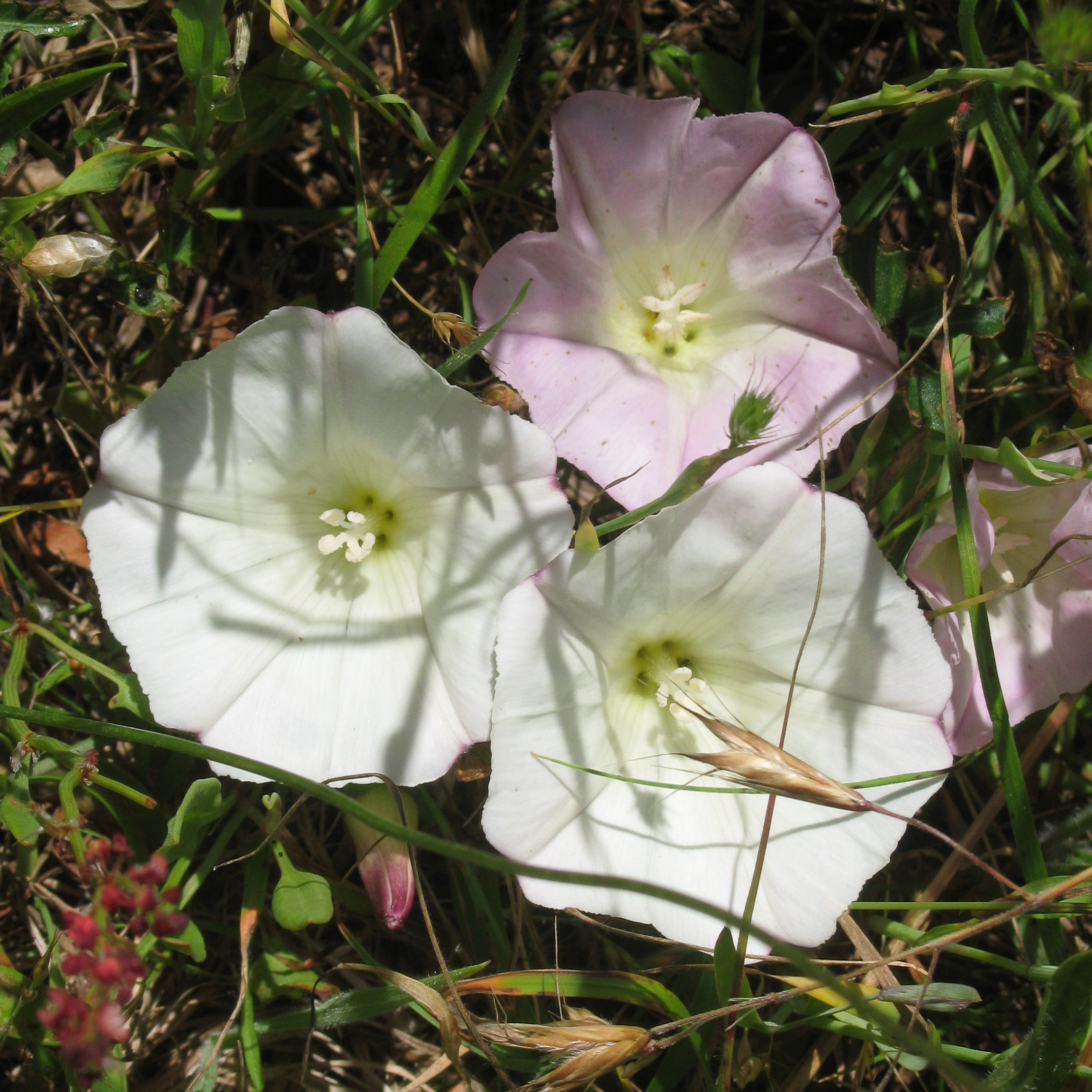
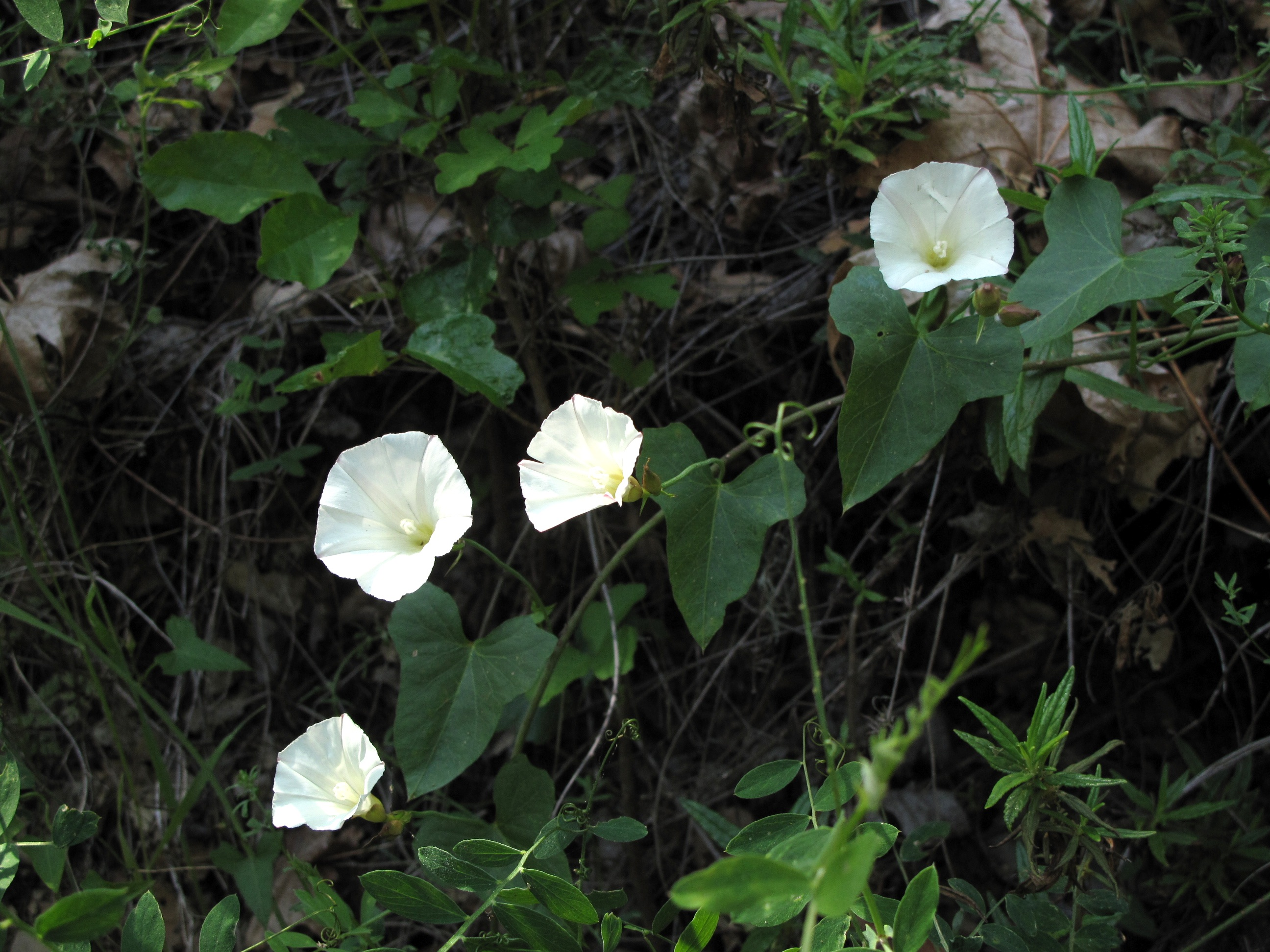
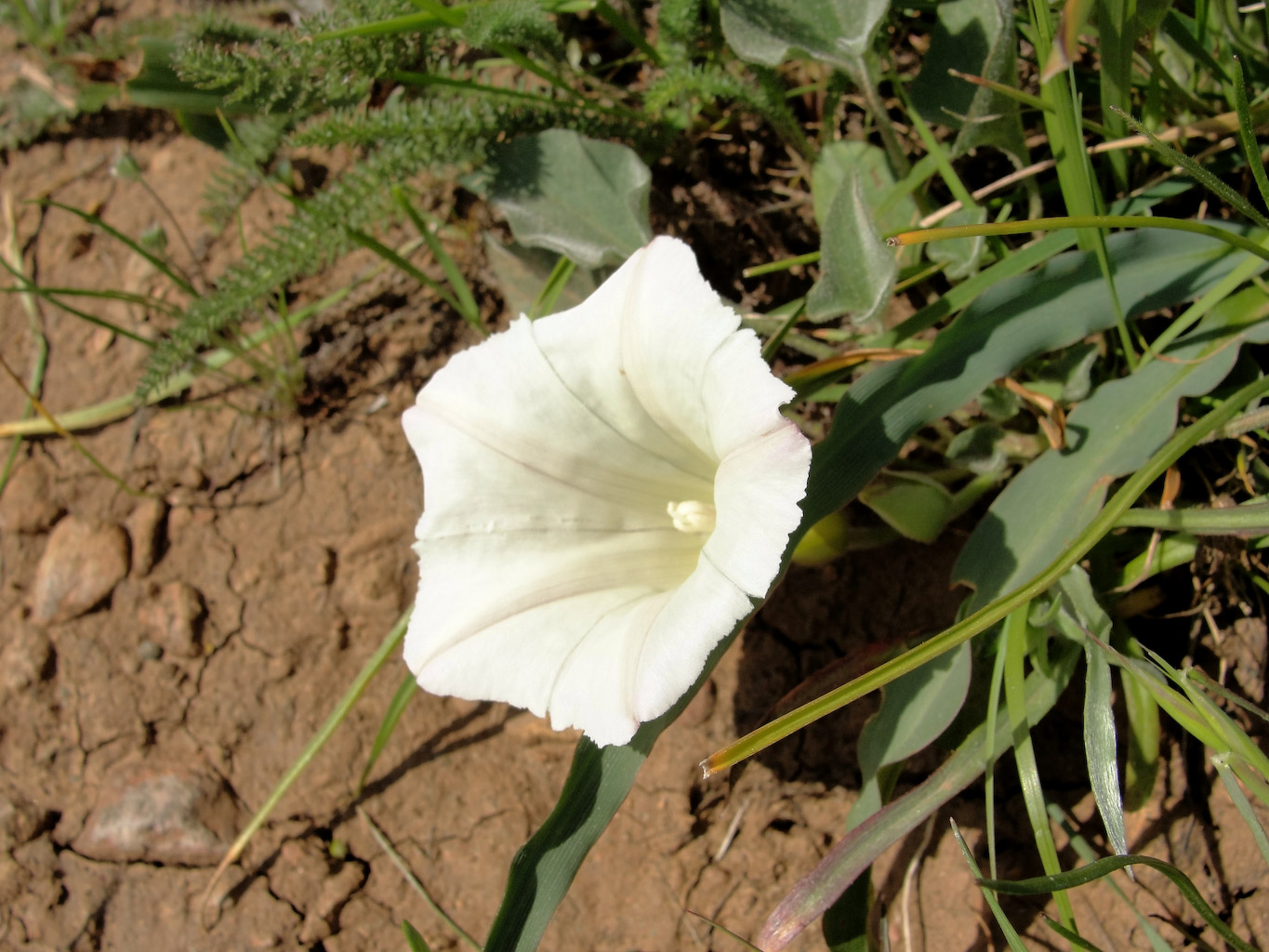